# Clarkcomanthus mirabilis
Espèce
Synonymes
- Comanthus mirabilis Rowe, Hoggett, Birtles & Vail, 1986[1]

Clarkcomanthus est une espèce de crinoïdes de la famille des Comatulidae (ordre des Comatulida).

## Systématique
L'espèce Clarkcomanthus mirabilis a été décrite en 1986 par Francis W. E. Rowe (d), Anne K. Hoggett (d), R. A. Birtles et Lyle L. Vail (d) sous le protonyme de Comanthus mirabilis.

## Description et caractéristiques
C'est un assez gros crinoïde, généralement visible de jour comme de nuit. Il est reconnaissable à sa coloration assez stable, avec des bras gris finement annelés de noir, et les extrémités des pinnules rouges. Il dissimule son corps dans des anfractuosités pour ne laisser émerger qu'une partie des bras afin de se protéger. 
Cette espèce se distingue par l'absence de cirrhes (comme sa consœur Comaster schlegelii, plus colorée). 

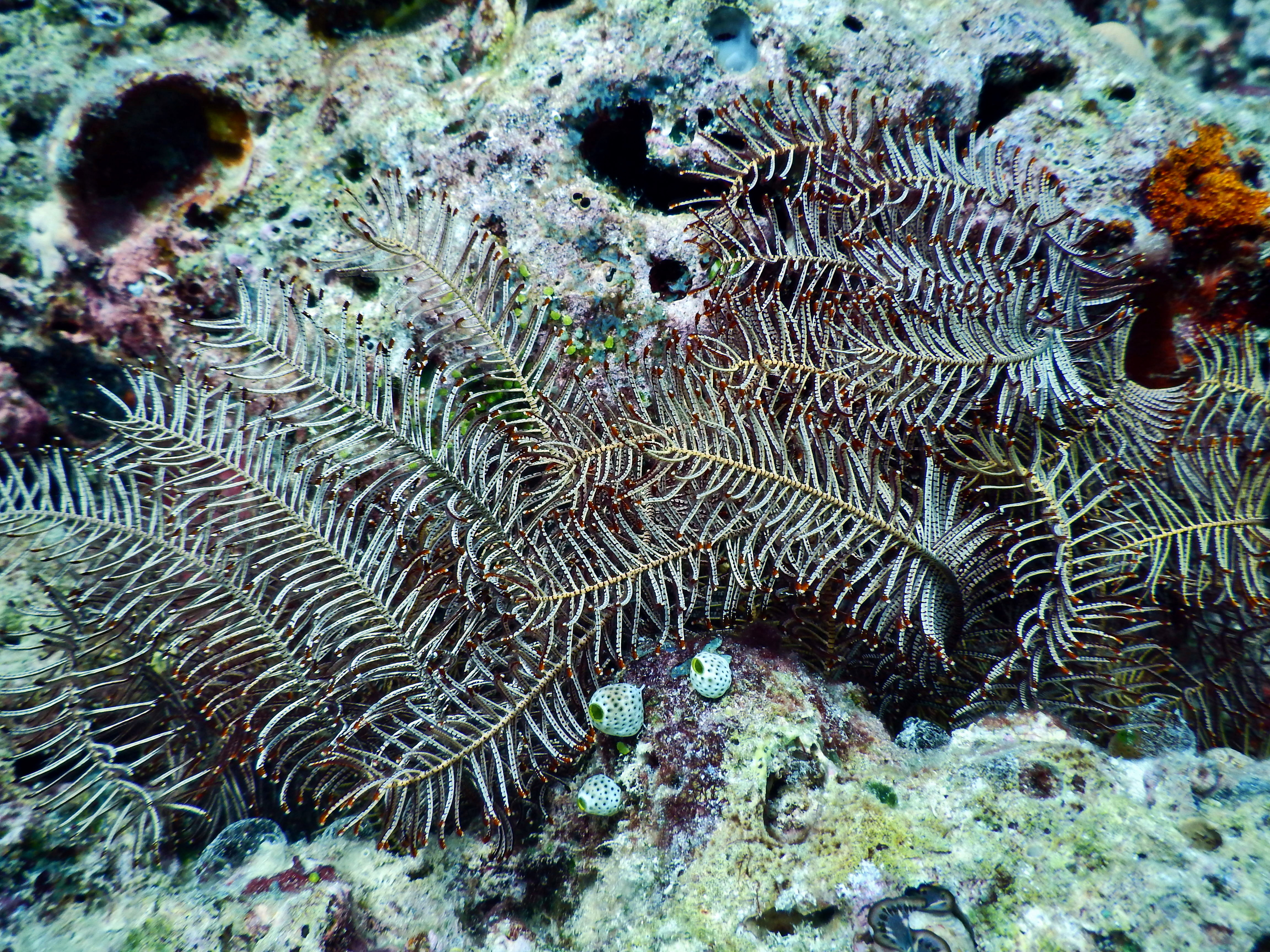
Clarkcomanthus mirabilis aux Maldives.

## Habitat et répartition
C'est une espèce assez commune dans l'Indo-Pacifique tropical, que l'on rencontre sur dans les écosystèmes coralliens entre quelques mètres et quelques dizaines de mètres de profondeur.

## Publication originale
- (en) F. W. E. Rowe, A. K. Hoggett, R. A. Birtles et L. L. Vail, « Revision of some comasterid genera from Australia (Echinodermata: Crinoidea), with descriptions of two new genera and nine new species », Zoological Journal of the Linnean Society, Linnean Society of London et OUP, vol. 86, no 3,‎ mars 1986, p. 197-277 (ISSN 1096-3642 et 0024-4082, OCLC 01799617, DOI 10.1111/J.1096-3642.1986.TB01812.X).